# Mucor bacilliformis
Mucor bacilliformis är en svampart som beskrevs av Hesselt. 1954. Mucor bacilliformis ingår i släktet Mucor och familjen Mucoraceae.   Inga underarter finns listade i Catalogue of Life.